# Галломания

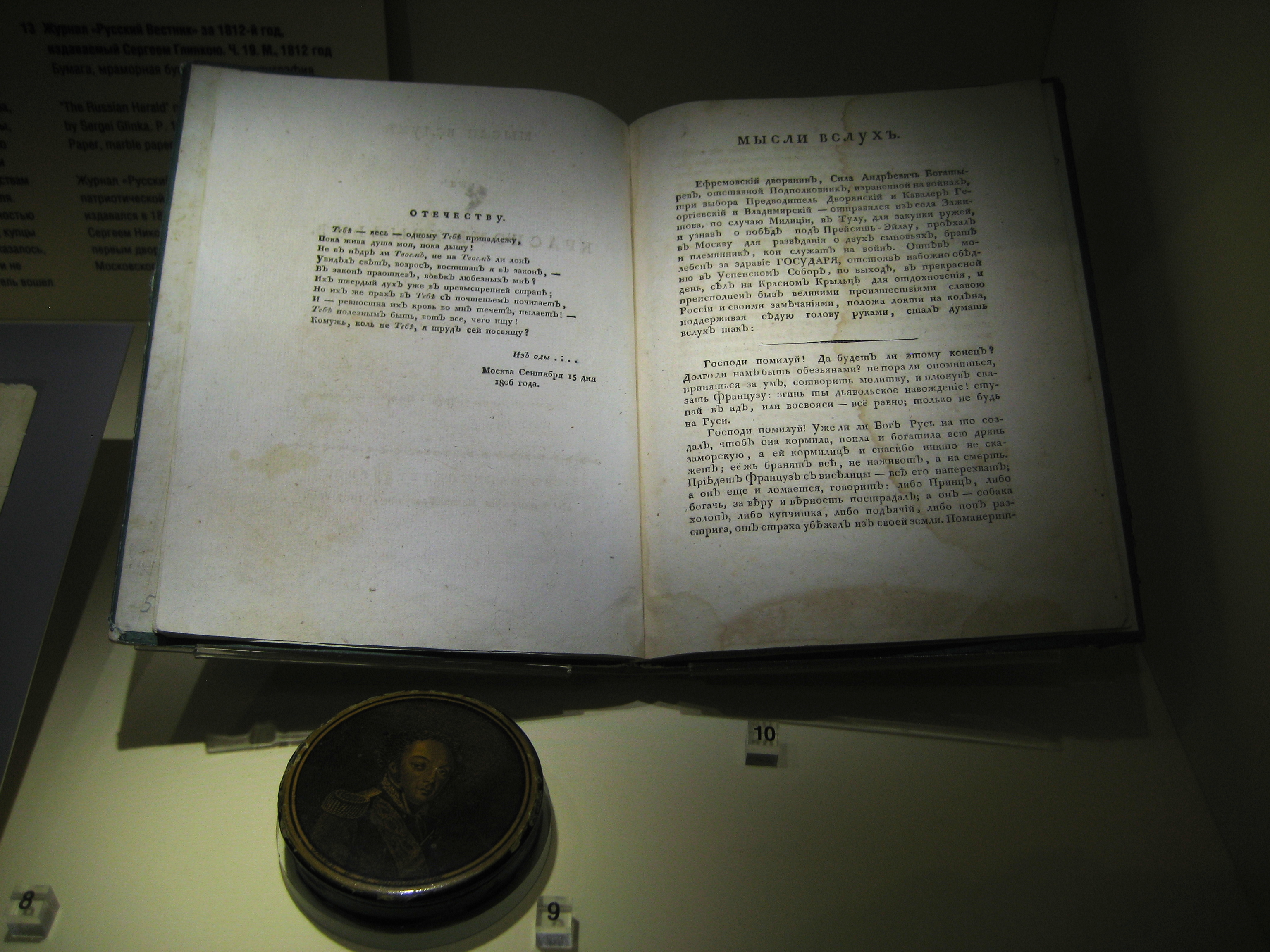
Сочинение Ф. В. Ростопчина: «Господи помилуй! да будет ли этому конец? долго ли нам быть обезьянами? Не пора ли опомниться, приняться за ум, сотворив молитву и, плюнув, сказать французу: „Сгинь ты, дьявольское наваждение! ступай в ад или восвояси, все равно, — только не будь на Руси“»

Галломания (от «галлы» как обозначение французов и «мания») — страстное почтение (со стороны преимущественно нефранцузов) ко всему французскому (будь то язык, искусство, литература, история и т. д.), которое выражается в желании всячески подражать быту французов и возвеличивать его над бытом остальных народов. Более слабый и отрицательно не окрашенный вариант — франкофилия. Его антоним — франкофобия (страх или презрение к Франции, французам, французскому правительству или франкофонам).
Галломания процветала в высших слоях европейского общества эпохи Просвещения как отражение культурного и политического расцвета Франции в т. н. великий век. Монархи почти всех стран Европы пытались обзавестись собственными «версалями». Многие аристократы на языке своей родной страны говорили с французским акцентом. Французский стал языком международного общения и даже частной переписки.
В России мода на всё французское распространяется с первой трети XVIII века и достигает своего апогея при Екатерине II, когда русских галломанов высмеивали литераторы Д. И. Фонвизин (автор знаменитых писем о путешествии по Франции; пьеса «Бригадир» [1780]) и Ф. В. Ростопчин (генерал-губернатор Москвы во время наполеоновского нашествия, предполагаемый организатор Московского пожара 1812 года, сжегший своими руками собственное имение, вышедший в отставку в 1823 г. и уехавший жить в Париж в добровольную ссылку). Несколько поколений русской элиты было воспитано французскими аббатами-эмигрантами (к числу которых принадлежал и известный аббат Николь).
«Пользуясь всеми выгодами знатного состояния, которым он обязан предкам своим, он даже не знает, в каких губерниях находятся его деревни; зато знает по пальцам все подробности двора Людовика XIV по запискам Сен-Симона, перечтет всех любовниц его и регента, одну после другой, и назовет все парижские улицы», — характеризовал типичного московского барина К. Н. Батюшков, которому принадлежат стихотворные строки: «Налейте мне ещё шампанского стакан, Я сердцем славянин — желудком галломан!»
В России галломания пошла на убыль во время Наполеоновских войн и особенно после вторжения французов в Россию. С засильем галлицизмов в русском языке боролась «Беседа любителей русского слова». Те немногие дворяне, кто бывал в Лондоне (в основном в связи со службой на флоте или дипломатическими обязанностями), стали в те годы впадать в другую крайность — англоманию.
Галломания сохраняла свои позиции во многих странах Восточной Европы и Латинской Америки и во второй половине XIX века. В Румынии, к примеру, это объяснялось осознанием близости романских корней, в среде польской аристократии — надеждой на помощь французов в восстановлении национальной государственности. Многие столицы мира подражали перестройке Парижа, осуществлённой в правление Наполеона III бароном Османом. В наше время галломания характерна для элит франкофонного мира (бывших французских колоний), несмотря на осуществлённую в послевоенное время деколонизацию.